# 井戸穂花
井戸 穂花（いど ほのか、2006年7月6日 - ）は、岐阜県出身のプロ野球選手（外野手）。右投左打。埼玉西武ライオンズ・レディース所属。

## 経歴

### プロ入り前
小学4年生から野球を始め、美濃加茂東中学校時代は岐阜エンジェルスでプレー。高校へは女子硬式野球部のある静岡県の東海大静岡翔洋高校へ進学。第25回全国高等学校女子硬式野球選抜大会では準優勝。夏の第28回全国高等学校女子硬式野球選手権大会では第3位となった。３年生で全国高校野球女子選抜メンバーに選出され、東京ドームで開催されたイチロー選抜 KOBE CHIBEN対高校野球女子選抜の試合に出場し投手イチローから左翼・松坂大輔の頭を越える二塁打を浴びせ活躍した。

### 埼玉西武ライオンズ・レディース時代
2025年に埼玉西武ライオンズ・レディースに入団。

## 選手としての特徴・人物
夢は「私のプレーを見て野球をやりたい、面白いって思ってもらえるような選手になる」。

### 背番号
- 27（2025年 - ）